# 生野屋駅
生野屋駅（いくのやえき）は、山口県下松市生野屋南三丁目にある、西日本旅客鉄道（JR西日本）岩徳線の駅である。

## 歴史
- 1987年（昭和62年）
  - 3月27日：地元の請願により、周防久保駅 - 周防花岡駅間に国鉄の請願駅として新設開業[1][2]。旅客のみを取り扱う駅員無配置駅[3]。
  - 4月1日：国鉄分割民営化により、JR西日本の駅となる[2]。

## 駅構造
単式ホーム1面1線を有する地上駅（停留所）。ホーム有効長は75m。徳山駅管理の無人駅で、徳山寄り出入口から直接ホームに入る形になっている。入口付近の小屋に簡易自動券売機が設置されている。

## 利用状況
1日平均乗車人員は以下の通り。
| 乗車人員推移 | 乗車人員推移 |
| 年度         | 1日平均人数  |
| ------------ | ------------ |
| 1999         | 136          |
| 2000         | 132          |
| 2001         | 112          |
| 2002         | 156          |
| 2003         | 145          |
| 2004         | 144          |
| 2005         | 132          |
| 2006         | 125          |
| 2007         | 135          |
| 2008         | 142          |
| 2009         | 140          |
| 2010         | 134          |
| 2011         | 120          |
| 2012         | 122          |
| 2013         | 104          |
| 2014         | 99           |
| 2015         | 113          |
| 2016         | 97           |
| 2017         | 114          |
| 2018         | 99           |
| 2019         | 109          |
| 2020         | 93           |
| 2021         | 89           |
| 2022         | 96           |

## 駅周辺
周辺は新興団地が広がっている。岩徳線と並行して山陽新幹線の高架橋が走っている。
- 下松生野屋郵便局
- 国道2号
- 防長バス「生野屋」停留所

## 隣の駅
西日本旅客鉄道（JR西日本）
■岩徳線
周防久保駅 - 生野屋駅 - 周防花岡駅